# Dope
Dope este o formație industrial metal americană din New York, formată în 1997. Până în prezent, trupa a lansat cinci albume de studio full-length. Cel mai recent No Regrets, a fost lansat pe 10 martie 2009, urmand ca albumul: ,,Blood Money" mult asteptat sa apara in 28 octombrie 2016.

## Membrii trupei

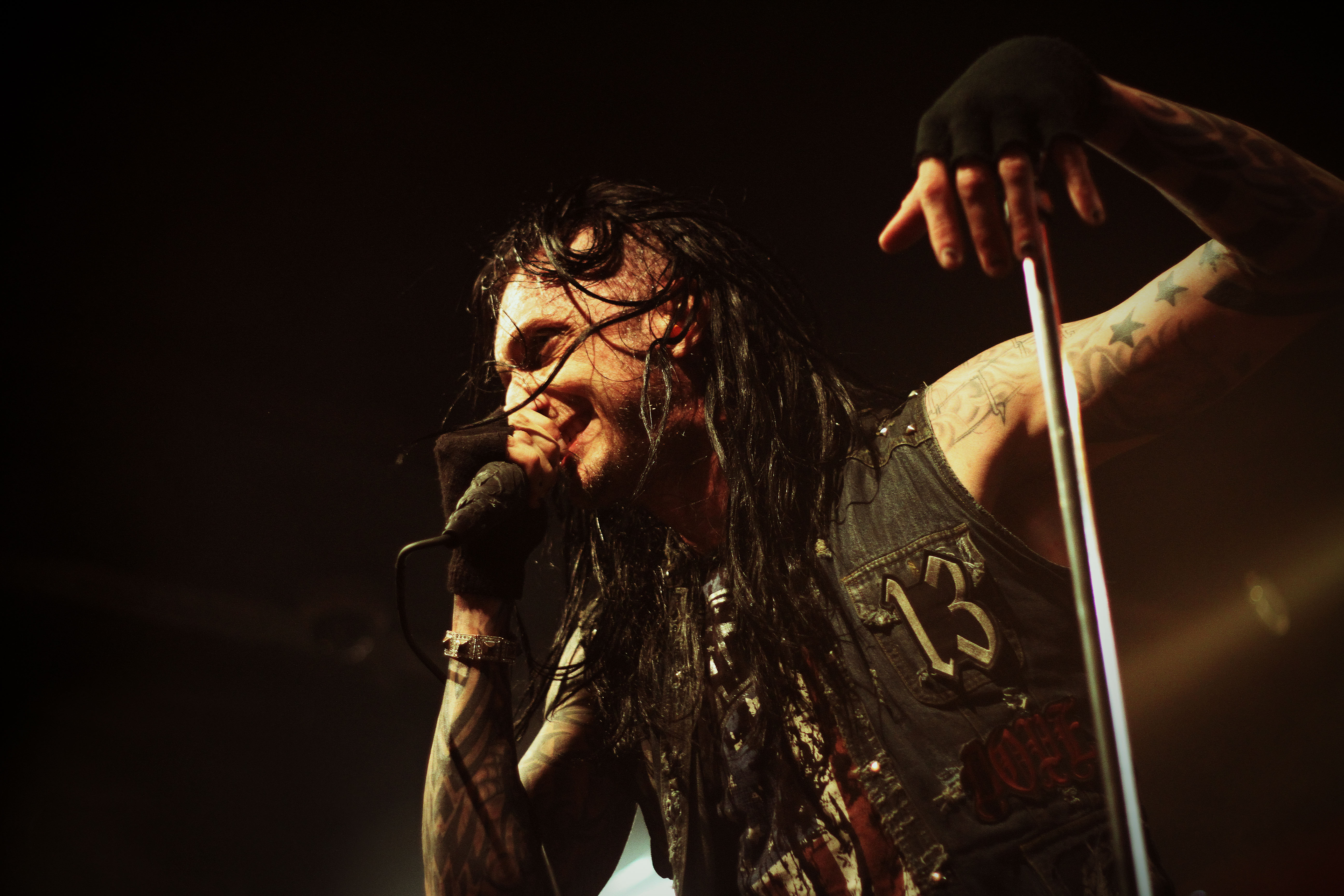
Edsel Dope
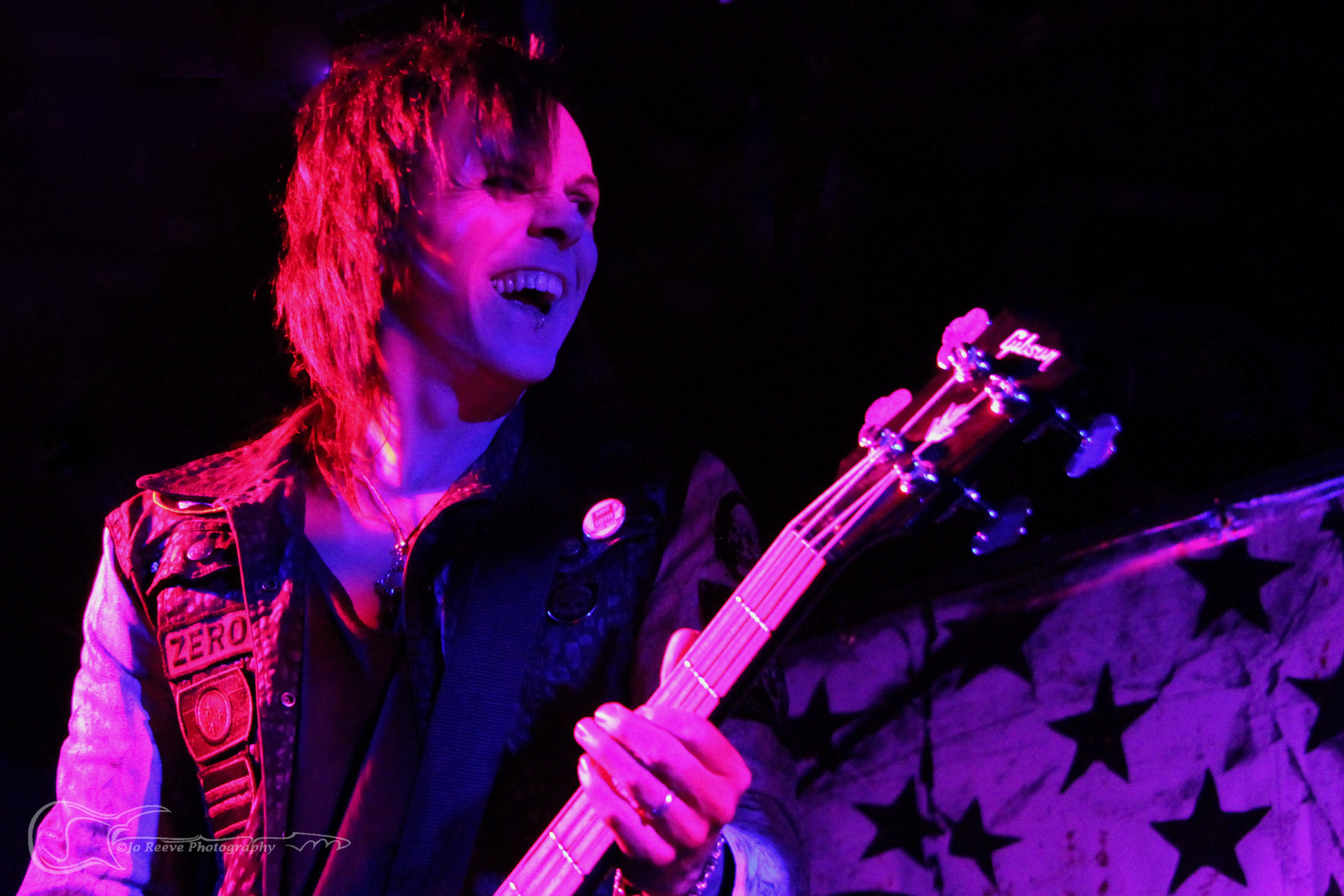
Acey Slade
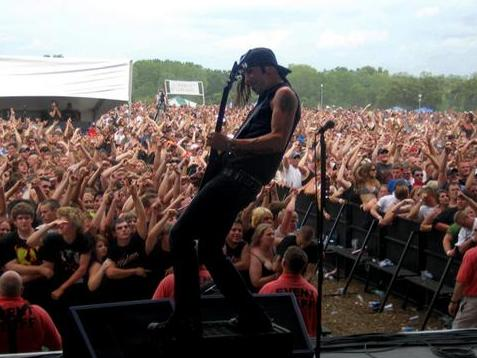
Virus
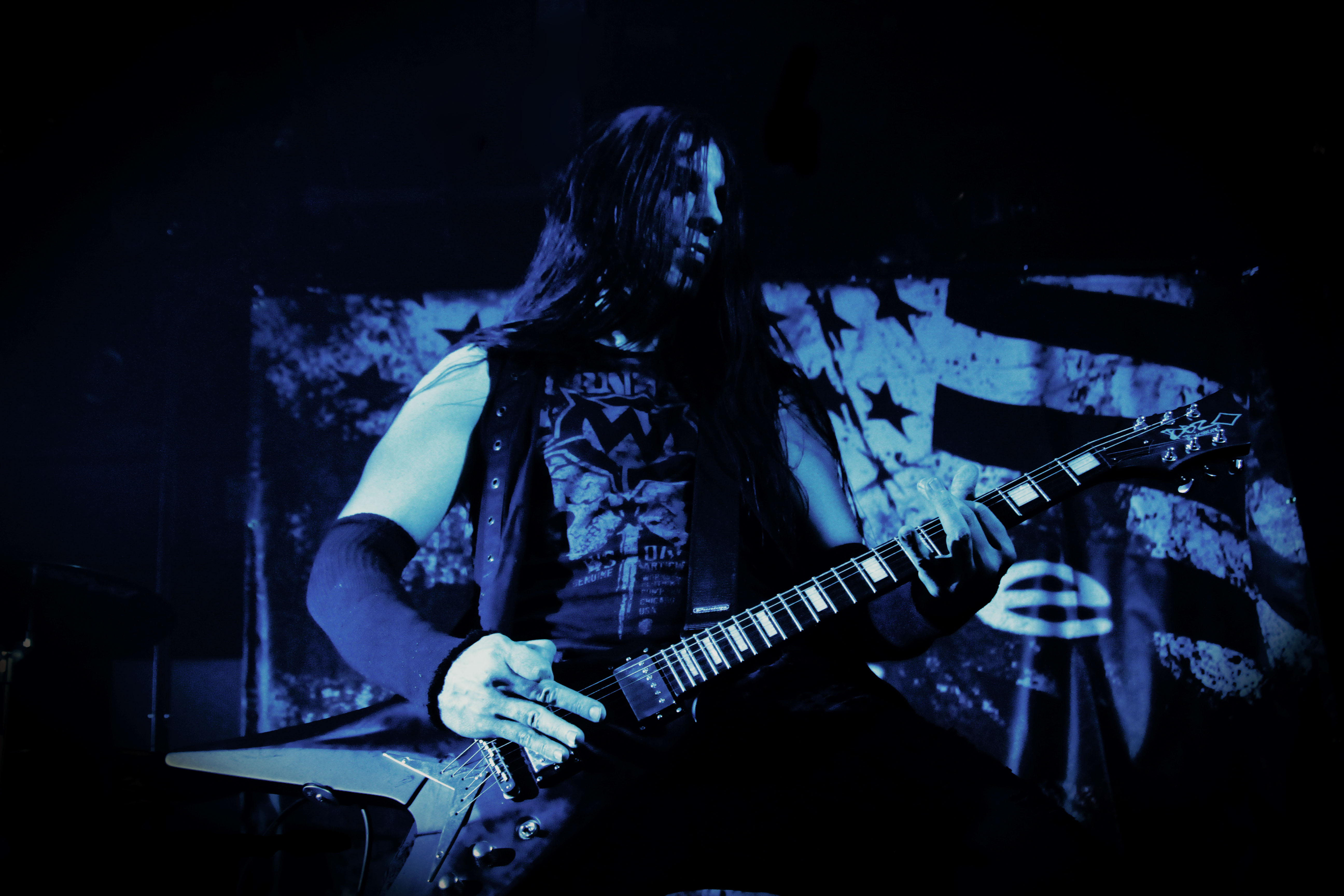
Nick Dibs

Membri actuali
- Edsel Dope – voce, chitară ritmică, clape, samples (1997–prezent)
- Virus – chitară, samples, back vocal (2000–prezent)
- Angel Bartolotta – baterie, percuție (2006–prezent)
- Derrick "Tripp" Tribbett – chitară bas, back vocal (2007–prezent)

Foști membri
- Simon Dope – clape, percuție, programare (1997-2001)
- Sloane "Mosey" Jentry – chitară bas (2000-2004), chitară (1997-1998)
- Tripp Eisen – chitară (1998-2000), chitară bas (1997-1998)
- Preston Nash – baterie (1997-2000)
- Acey Slade – chitară (1999-2001, 2012), chitară bas (1998-1999, 2013)
- Racci "Dr. Sketchy" Shay – chitară bas (2004-2005), drums (2001-2003, 2006)
- Adrian Ost – baterie (2004)
- Brix Milner – chitară bas, clape (2005-2007)

Touring
- Ben Graves – baterie (2005)
- Tripp Lee – chitară bas (2007)
- Dan Fox – baterie (2005-2006, 2013-prezent)

## Discografie
Albume de studio
- Felons and Revolutionaries (1999)
- Life (2001)
- Group Therapy (2003)
- American Apathy (2005)
- No Regrets (2009)
- Blood Money P1 (2016)